# Белокрили крстокљун
Белокрили крстокљун (лат. Loxia leucoptera) је мала птица певачица из породице зеба Fringillidae. Гнезди се у четинарским шумама Северне Америке и Палеарктика .

## Таксономија
Белокрилог крстокљуна је формално описао 1789. године немачки природњак Јохан Фридрих Гмелин у свом ревидираном и проширеном издању дела „Systema Naturae“ Карла фон Линеа. Сместио га је са крстокљунима у род Loxia и сковао биномно име Loxia leucoptera. Јохан Фридрих Гмелин је одредио локалитет као Хадсонов залив и Њујорк. Специфични епитет leucoptera потиче од старогрчке речи leukopteros, што значи „белокрили“, "leukos" значи „бели“, а "pteron" значи „крило“. Гмелин је свој опис засновао на „белокрилом крстокљуну“ који је 1783. године описао енглески орнитолог Џон Латам у свом вишетомном делу „A General Synopsis of Birds“. Латам је испитивао један примерак у Леверијанском музеју у Лондону.
Препознате су две подврсте:
- Loxia leucoptera bifasciata ( Brehm, CL, 1827) - северна Европа до источног Сибира и североисточне Кине
- Loxia leucoptera leucoptera (Gmelin, JF, 1789) - Аљаска, Канада и север САД

## Опис
Белокрили крстокљун је 14,5-17 цм дужине и тежине 35-40 г. Има кратке ноге, рачваст реп, укрштени кљун и две истакнуте беле траке на крилима. Мужјак номиноване подврсте има чело, теме, потиљак и горњи део тела јарко малинастоцрвене боје. Леђна пера су црне или црнкастосмеђе са ружичастим ивицама. Горњи део репа је црн са белим ресама. Женка нема ружичасту боју, већ уместо тога има зеленкастожуту главу и горњи део тела.
Белокрили крстокљун је лакше идентификовати од других крстокљуна, посебно у Северној Америци, где се јављају само крсткљун (Loxia curvirostra) и ова врста. Унутар свог палеарктичког подручја, ова врста има мању главу и мањи кљун од боровог крсткљуна (Loxia pytyopsittacus) и шкотског крсткљуна (Loxia scotica), тако да је главна забуна између врста и тамо и у Северној Америци са обичним крсткљуном.
Главна разлика у перју у односу на крстокљуна су беле пруге на крилима које овој врсти дају енглеско и научно име. Постоје и бели врхови на терцијалним крилима. Одрасли мужјак је такође нешто светлије ружичасто црвене боје од других мужјака крстокљуна. Неки крстокљуни повремено показују слабе беле пруге на крилима, па је потребан опрез при правилној идентификацији ове врсте. Оглашавање белокрилог крстокљуна "чип" је слабије и више него код крстокљуна.
Још једна врста крстокљуна на Хаитију на Карибима раније је третирана као подврста (Loxia leucoptera megaplaga), али се сада третира као посебна врста: крстокљун са Хиспаниоле (Loxia megaplaga). Повезан је са хиспанјолским бором (Pinus occidentalis) и разликује се од белокрилог крстокљуна по тамнијем перју, дебљем кљуну и географској изолацији у поређењу са другим врстама крстокљуна.

## Распрострањеност и станиште
Белокрили крстокљун се гнезди у четинарским шумама Аљаске, Канаде, најсевернијег дела Сједињених Држава и широм Палеарктика који се протеже до североисточне Европе. Гнезди се у четинарима, полажући 3-5 јаја.
Овај крстокљун је углавном станарица, али ће нередовно нападати југ ако му нестане извор хране. Америчка раса изгледа да лута чешће од евросибирске подврсте. Ова врста ће формирати јата ван сезоне гнежђења, често помешана са другим крстокљунима. Ретко се јавља у западној Европи, обично стижући са најездом крстокљуна.

## Понашање

### Исхрана и храњење
Белокрили крстокљун су специјализовани за исхрану шишаркама четинара, а необичан облик кљуна је адаптација која помаже вађењу семена из шишарке. Белокрили крстокљун има снажну склоност ка аришу (Larix), у Евросиберији користи сибирски ариш (Larix sibirica) и даурски ариш (Larix. gmelinii), а у Северној Америци тамарачки ариш (Larix laricina). Такође ће јести бобице јавора (Sorbus), а у Северној Америци и шишарке источне кукуте (Tsuga canadensis) и беле смрче (Picea glauca).

### Гнежђење
Гнездо се поставља 2-20 м изнад земље, обично уз дебло четинара. Гнездо гради женка и углавном се састоји од гранчица четинара. Легло од 3-4 јаја женка инкубира 14-15 дана. Птиће хране оба родитеља. Они се оперјају након 22-24 дана, али затим остају са родитељима до 6 недеља.